# Nicolas de Tavernost
Nicolas de Tavernost este un om de afaceri francez care din anul 2000 ocupă poziția de președinte al consiliului de administrație al grupului media M6. Este născut în anul 1950, în localitatea Villefranche-sur-Saône.
1. ↑  Nicolas De Tavernost, GeneaStar